# Les P'tits Papiers
Singles de Régine
Nounours / Oublie-moi
(1965) Pourquoi un pyjama ?
(1966)
Les P'tits Papiers est une chanson écrite et composée par Serge Gainsbourg et enregistrée par Régine en 1965. C'est l'un des titres les plus connus de la chanteuse.

## Historique
Après deux premières chansons écrites par Charles Aznavour, Régine demande à Gainsbourg, qu'elle a rencontré des années auparavant, de  lui en écrire de nouvelles. Comme « la reine de la nuit » lui fait penser à Fréhel, Serge s'inspire de la chanson Les Petits Pavés. Assis au piano, il fait écouter deux titres à Régine ; elle est immédiatement conquise par Les P'tits Papiers.
Sur un air de ragtime qui rappelle Scott Joplin, la chanson est ponctuée à chaque deuxième strophe du mot « papier » suivi d'un adjectif différent. Gainsbourg place quelques jeux de mots comme « Ça impressionne/Papier carbone ».

## Parution
La chanson sort sur un disque super 45 tours de 4 titres chez Pathé Marconi en juillet 1965,. Il s'en vend 240 000 exemplaires.

### Titres
Face A
1. Il s'appelle reviens (Gainsbourg)
2. Les P'tits Papiers (Gainsbourg)

Face B
1. Aimez-vous les pommes (Louis Aldebert / Monique Aldebert, Serge Lama)
2. Dès que je danse (Alfi Cabilio, Serge Lama)

- Directeur musical : Alain Goraguer
- Productrice : Renée Lebas

La chanson est incluse en 1967 dans le premier album de Régine (parfois intitulé Les Lampions en raison du titre de la première chanson). En 2009, Régine enregistre deux nouvelles versions en duo avec Jane Birkin, en français et en anglais, pour son album Régine's Duets.
Régine interprète la chanson à la télévision en duo avec Laurent Voulzy en 1995 dans Taratata. Le 4 septembre 2010, Régine, Birkin et Agnès Jaoui la chantent devant le ministère de l'Immigration.

## Autres versions
En 1974, Birkin chante la chanson en duo avec Françoise Hardy pour l'émission « Top à Serge Gainsbourg »,  produite par Maritie et Gilbert Carpentier. Jacques Dutronc et Gainsbourg y font de la figuration. Jane, Serge et Jacques l'interprètent à nouveau en 1987 à l'occasion du réveillon de nouvel an (sans Françoise),. Puis Birkin l'incorpore en 2009 dans son album live Au Palace.
La chanson est reprise par Marie-Paule Belle en 1996 pour une compilation Les plus belles chansons françaises - 1967.
Enzo Enzo et Thomas Fersen l'interprètent en duo pour l'émission Taratata en 1997.
En 1999, un collectif, composé de Jeanne Balibar, Blankass, Rodolphe Burger, France Cartigny, Femmouzes T., Theo Hakola, Jacno, Diésel et Dadoo (KDD), Noir Désir, Akosh S. et Grégoire Simon (Têtes raides), enregistre Les P'tits Papiers pour l'album Liberté de circulation, en soutien au GISTI qui défend les « sans-papiers ». Le clip est réalisé par Jacques Audiard.
En 2001, Les Croquants l'intègrent dans leur premier album Ça sent la bière (live).
En 2004, Jean-Pierre Cassel chante la chanson au Petit Journal Montparnasse dans son spectacle Chante et danse Serge Gainsbourg.
En 2007, Tomuya reprend la chanson avec Régine pour son album Un Japonais à Paris. La même année, Élodie Frégé et Claire-Marie la chantent lors de la Saison 7 de Star Academy.
En 2013, Kaddour Hadadi l'enregistre pour son album Les Déserteurs, où il interprète des classiques de la chanson française en version chaâbi. La même année, Alice Dona l’enregistre, en duo avec Bénabar, pour son album Mes petites madeleines.